# エネルギー密度
エネルギー密度（エネルギーみつど、英: energy density）は、系や空間に保存された単位体積あたりのエネルギーの量で、主に u を使って表される。静止質量による静止エネルギーのような利用できないエネルギーを除いた有用な或いは抽出可能なエネルギーで測定される。宇宙論や一般相対論などでは、エネルギー密度はエネルギー・運動量テンソルに対応すると考えられている。エネルギー密度は圧力と同じ次元を持っており、圧力は系における単位体積あたりのエンタルピーを測定したものであるとも言える。

## 電磁場のエネルギー密度
電場や磁場に保存されたエネルギーの密度は、真空中では
{\displaystyle u={\frac {\varepsilon _{0}}{2}}{\boldsymbol {E}}^{2}+{\frac {1}{2\mu _{0}}}{\boldsymbol {B}}^{2}}
で与えられる。ここで、E は電場の強度、B は磁束密度である。電磁流体力学では、導電性流体の磁気エネルギーの密度はプラズマのガス圧力を加えた圧力の様に振る舞う。
物質中でのエネルギー密度は
{\displaystyle u={\frac {1}{2}}({\boldsymbol {E}}\cdot {\boldsymbol {D}}+{\boldsymbol {H}}\cdot {\boldsymbol {B}})}
で与えられる。ここで、D は電束密度、H は磁場の強度である。